# ラジスポ
ラジスポ（らじすぽ）は、IBC岩手放送のラジオ番組。

## 概要
2008年4月4日開始、毎週金曜18:00-18:30（以降、時間表記はすべてJST）の生放送。同年3月28日まで放送されていた「イヴニングナビゲーション」のうち金曜版をリニューアルし、岩手県内でこの週末開催される様々なスポーツ行事の情報を中心に伝えている（18:02より岩手日報IBCニュースと天気予報を内含。但し道路情報は当番組内に無く「トヨタ うわさの調査隊」内17:25枠が最終便）。2009年3月27日を以て番組終了

## 出演者
- 加藤久智・風見好栄（IBCアナウンサー）